# چرو ورونزه
چرو ورونزه (به ایتالیایی: Cerro Veronese) یک کومونه در ایتالیا است که در استان ورونا واقع شده‌است. چرو ورونزه ۱۰٫۲ کیلومتر مربع مساحت و ۲٬۲۷۴ نفر جمعیت دارد و ۷۳۰ متر بالاتر از سطح دریا واقع شده‌است.